# 沃尔特 (下莱茵省)
沃尔特（法語：Wœrth，法語發音：[vœʁt]）是法国下莱茵省的一个市镇，属于阿格诺-维桑堡区。

## 地理
沃尔特（48°56'20"N, 7°44'45"E）面积6.47 平方千米，位于法国大東部大區下莱茵省，该省份为法国大陆部分最东部的省份，是阿尔萨斯的一部分，今与上莱茵省组成了阿尔萨斯欧洲集体，其南至上莱茵省，西南接孚日省和默尔特-摩泽尔省，西接摩泽尔省，北与德国接壤，东侧沿莱茵河与德国相望。
与沃尔特接壤的市镇（或旧市镇、城区）包括：弗勒什维莱尔、格尔斯多夫、甘斯泰、朗让苏尔特兹巴克、朗巴克、莫尔斯布龙莱班、奥贝尔多尔斯帕克巴克。
沃尔特的时区为UTC+01:00、UTC+02:00（夏令时）。

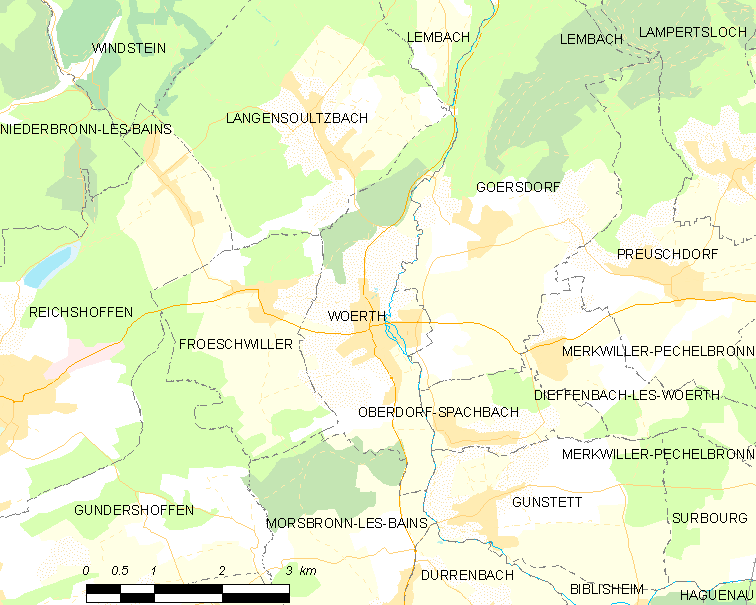
沃尔特的OSM定位图

## 行政
沃尔特的邮政编码为67360，INSEE市镇编码为67550。

## 政治
沃尔特所属的省级选区为賴什索芬縣。

## 人口

1962-2008年间沃尔特人口变化图示

沃尔特于2022年1月1日时的人口数量为1676人。